# Privett
Privett är en by i civil parish Froxfield and Privett, i distriktet East Hampshire, i grevskapet Hampshire i England. Byn är belägen 8 km från Petersfield. Privett var en civil parish fram till 1932 när blev den en del av Froxfield. Civil parish hade 172 invånare år 1931.